# 长毛紫金牛
长毛紫金牛（学名：Ardisia verbascifolia）为报春花科紫金牛属下的一个种。

## 扩展阅读
- 維基物種上的相關：长毛紫金牛